# Ганс Гюбнер
Ганс Гюбнер (нім. Hans Hübner; 13 жовтня 1837, Дюссельдорф — 4 липня 1884, Геттінген) — німецький хімік, доктор наук, професор Геттінгенського університету.

## Життєпис
Народився в сім'ї художника Юліуса Гюбнера і його дружини Пауліни Бендеман, сестри художника Едуарда Бендемана.
Закінчивши Дрезденську гімназію, навчався в Дрезденському технічному університеті, потім від 1857 року вивчав хімію в Геттінгенському університеті, де 1859 року, захистивши дисертацію «Про акролеїн», став доктором наук. Працював з Робертом Бунзеном у Гейдельберзі і Фрідріхом Кекуле у Генті, де поповнив свої знання в галузі органічної хімії.
Від 1863 року — габілітований доктор, продовжив викладацьку роботу в університеті Геттінгена. Від 1870 року як доцент, від 1874 року до своєї смерті 1884 року — як повний професор і директор Генеральної хімічної лабораторії (Хімічний інститут) (до 1882 року спільно з Фрідріхом Велером). Після смерті Велера (1882) продовжив керівництво інститутом до своєї передчасної смерті через інфаркт у віці 46 років.
Протягом 1865—1871 років разом із Ф. Ф. Бейльштейном редагував спеціалізований хімічний журнал «Zeitschrift für Chemie».
Член Геттінгенської академії наук.

## Вибрані праці
- 1870 : Über die Stellung der Wasserstoffatome im Benzol (у співавт.).
- 1871 : Untersuchungen über Glycerin- und Alkylverbindungen und ihre gegenseitigen Beziehungen (у співавт.).
- 1873 : Über isomere Dinitrophenole (у співавт.).
- 1873 : Über Bromtoluole und Verhalten ihrer Wasserstoffatome (у співавт.).
- 1879 : Nitrosalicylsäuren und die Isomerien der Benzolabkömmlinge.
- 1881 : Anhydroverbindungen.